# Kinnettles Castle

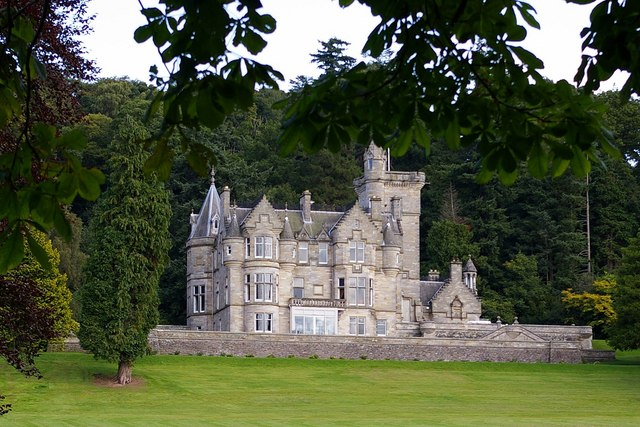
Kinnettles Castle

Kinnettles Castle ist ein Schloss in Forfar in der schottischen Council Area Angus. Das Mitte des 19. Jahrhunderts im Scottish Baronial Style errichtete Gebäude liegt inmitten eines 17,6 Hektar großen Anwesens. Das Schloss ist heute ein Luxushotel. Historic Scotland hat Kinnettles Castle als historisches Bauwerk der Kategorie B gelistet.

## Geschichte
Anfang des 14. Jahrhunderts verlehnte König Robert III. ein Stück Land in Forfar an Alexander Strachan. Daraus wurde das Baronat Kinnettles. An einem datierten Stein gegenüber dem Taubenhaus des Schlosses lässt darauf schließen, dass es ab 1678 ein bescheidenes, zweistöckiges Haus auf dem Anwesen gegeben haben muss.
Im 16. Jahrhundert fiel das Land an die Lindsays, die es 200 Jahre lang behielten. Dann fiel es an Sir Thomas Moodie, den damaligen Provost von Dundee. Ein Bericht von Reverend David Ferney aus dem Jahre 1791 weist ein „Landhaus“ in Kinnettles aus und gibt an, dass es eines der ältesten, noch erhaltenen Gebäude in der Gegend sei. Im 17. Jahrhundert wechselte das Anwesen erneut seinen Besitzer; es fiel an die Familie Bower.
1802 wurde das Anwesen in Kinnettles an John Aberdein Harvey verkauft, der ein zweites Landhaus bauen ließ, das von schönem Parkland umgeben war. 1864 kaufte James Paterson das Anwesen und begann mit den Arbeiten an dem Gebäude, das wir heute als Kinnettles Castle kennen.
Die beiden Landhäuser wurden abgerissen, um Platz für das neue Schloss zu in Scottish Baronial Style schaffen, eher ein Zeichen für Reichtum, denn ein Verteidigungsbauwerk. Man berichtet, dass der Mittelturm von Kinnettles Castle nach dem Vorbild des Ackergill Tower in Wick in der traditionellen Grafschaft Caithness gestaltet wurde.
1914 kaufte Sir James Duncan das Schloss und einige benachbarte Bauernhöfe und ließ „teure Veränderungen“ daran vornehmen. Etwa 12 Jahre später starb er. Seine Treuhänder verkauften das Anwesen 1926 an Sir ‘’Harry Hope’’, dessen Familie es bis 1960 behielt und dann an die Familie Walker-Munro verkaufte.
Die späteren Besitzer teilten das Anwesen in eine westliche Hälfte mit dem Schloss und eine östliche mit dem eingefriedeten Garten auf. Nachdem die vorletzten Besitzer weitere Renovierungen vornehmen ließen, wurde das Schloss als Schulungszentrum an eine Firma verpachtet.
Das einzige heute noch erhaltene Gebäude von der ursprünglichen Bebauung des Anwesens Kinnettles ist ein Bauernhaus, das im Zuge von Patersons umfassenden Umbauarbeiten in ein Gärtnerhaus umgebaut wurde.

## Umbau
Kinnettles Castle, früher aus Kinnettles House, gehört heute der Clarenco LLP und wird unter dem Markennamen AmaZing Venues vermarktet. Die heutigen Eigner kauften das Schloss im März 2011; die vorherigen Eigentümer, die das Schloss drei Jahre lang besessen hatten, hatten es umfangreich von einem Schulungszentrum in ein Boutiquehotel umgebaut.
Nach dem Abschluss der Arbeiten eröffnete das Haupthaus des Schlosses als Hotel mit neun Zimmern. Die Gate Lodge am Eingang zum Anwesen wurde in ein Ferienhaus mit zwei Schlafzimmern umgebaut.

## Klassifizierung
Nach seiner Wiedereröffnung als Hotel hat Kinnettles Castle von VisitScotland eine Einteilung als Fünf-Sterne-Hotel sowohl 2013 als auch 2014 bekommen.